# ヨーロッパオープン・プラハ
ヨーロッパオープン・プラハ(Europian Open Prague)はチェコの国際柔道大会

## 来歴
2009年よりIJFワールド柔道ツアーの一環として、グランドスラム、グランプリなどに次ぐ位置付けとなったワールドカップのうちの1大会。なお、今大会は世界ランキング対象大会であるが、国際柔道連盟主催ではなく大陸連盟主催の大会であるため、ワールド柔道ツアーには含まれない。年度によって男女交互に開催される。以前は｢チェコ国際柔道大会｣と呼ばれていた。2009年から｢ワールドカップ・プラハ｣という名称になったが、2013年には｢ヨーロッパオープン・プラハ｣という名称に変更された。

## 名称の変遷
チェコ国際柔道大会( -2008)

ワールドカップ・プラハ World Cup Prague(2009-2012)

ヨーロッパオープン・プラハ Europian Open Prague(2013- )

## 優勝者

### 男子
| 年     | 60 kg級                        | 66 kg級                          | 73 kg級                    | 81 kg級                      | 90 kg級                      | 100 kg級                 | 100 kg超級                 |
| 2010年 | エリオ・ヴェルデ               | アルメン・ナザリアン             | 方貴満                     | 金宰範                       | ヴァルラーム・リパルテリアニ | ヤウヘン・ビアドリン     | スタニスラフ・ボンダレンコ |
| 2012年 | 崔光賢                         | ラシャ・シャフダトゥアシビリ     | フローレン・ウラニ         | ヤヒョー・イマモフ           | 西山大希                     | ルカシュ・クルパレク     | オル・サッソーン           |
| 2014年 | アイベク・イマシェフ           | エリオ・ヴェルデ                 | ソシン・カツミ             | スルジャン・ムルバリエビッチ | ムラート・ガシエフ           | トマ・ニキフォロフ       | ルカシュ・クルパレク       |
| 2016年 | パベル・ペトリコフ             | アンドラジ・エレブ               | ゲオルギオス・アゾイディス | マッテオ・マルコンチーニ     | ママダリ・メフディエフ       | ルカシュ・クルパレク     | ダニエル・ナテア           |
| 2018年 | ヴァンサン・リマール           | 高藤直寿                         | アウグスト・メローニ       | ドリン・ゴトノアガ           | ヤホール・バラパエウ         | ミキータ・スビリド       | ジャバド・マハジョーブ     |
| 2021年 | エミエル・ヤリンフ             | ルシアン・ボルス＝ドゥミトレスク | アドリアン・スルカ         | トート・ベネデク             | サフラニ・ペーテル           | オハト・ザラン           | ルカシュ・クルパレク       |
| 2022年 | リカルド・ベルヌ               | ルダ・スドゥキ                   | マルク・フリストフ         | モハブ・エルナハス           | イバイロ・イバノフ           | ジョルジ・フォンセカ     | ウトキルベク・トゥロボエフ |
| 2023年 | ウェンド＝ヤム・ブダ＝ロマリク | サムエル・ホール                 | バイサングル・バガエフ     | ジアコモ・ガンバ             | スチュアート・マクワット     | アレクサンドル・イディル | エフヘニー・バリエフスキー |
| 2024年 | ロイエ・ロセン                 | ラシャド・エルキエフ             | レオナルド・バレリアニ     | キーガン・ヤング             | イェスパー・スミンク         | セドリク・オリバル       | ヤキフ・ハンモ             |

### 女子
| 年     | 48 kg級                      | 52 kg級                      | 57 kg級              | 63 kg級                | 70 kg級                      | 78 kg級                        | 78 kg超級            |
| 2009年 | 伊部尚子                     | ナタリア・クジュティナ       | ヘドヴィグ・カラカス | 谷本歩実               | セシリア・ブランコ           | エステール・サン・ミゲル       | ルツィヤ・ポラウデル |
| 2011年 | アナ・オルミーゴ             | 何紅梅                       | サラ・ロコ           | 徐玉華                 | マリー・パスケ               | プレブジャルガル・ルハムデグド | 秦茜                 |
| 2013年 | ヴァレンティーナ・モスカット | ギリ・コーヘン               | シンディ・ユベル     | マエル・ディシンティオ | マリア・ベルナベウ＝アボモ   | キャサリン・ロベルジ           | エミリ・アンデオル   |
| 2015年 | 鄭普涇                       | 馬英楠                       | 連珍羚               | マルタ・ラバジナ       | ファニー＝エステル・ポスビト | ジェマ・ギボンズ               | カタジナ・フルマネク |
| 2017年 | ダリア・ビロディド           | ジェシカ・ペレイラ           | アナ・ボロウスカ     | サンネ・フェルメール   | ナターシャ・アウスマ         | サマンタ・ソアレス             | マリナ・スルツカヤ   |
| 2019年 | ブランディーヌ・ポン         | ルハグバスレン・ソソルバラム | アルレタ・ポドラク   | 楊俊霞                 | ジェマ・ハウエル             | ナターシャ・アウスマ           | 王彦                 |
| 2021年 | モニカ・ウングレアヌ         | アンバー・リュール           | プレウニ・コルネリセ | ヘケ・ファンデンバーグ | ララ・ツヴェトコ             | レネー・ファンハルセラール     | ヘレナ・ブクビッチ   |
| 2022年 | ミレイア・ラプエルタ・コマス | アニカ・ヴェルフェル         | パウリネ・シュタルケ | カタリナ・ヘッカー     | アンア・ポガツニク           | アンナ・モンタ・オレク         | レネー・ルヒト       |
| 2023年 | ラクエル・ブリト             | アニャ・シュタンガル         | オペリ・ベッロッツィ | テア・ティントル       | マルゴー・ピノ               | ファニー＝エステル・ポスビト   | レア・フォンテーヌ   |
| 2024年 | コラリ・ジリ                 | レア・メトロ                 | オペリ・ベロッツィ   | ゲタネ・ドゥベル       | サミラ・ボック               | アンナ＝モンタ・オレク         | ドゥニア・ナセル     |